# Nikica Gilić
Nikica Gilić (Split, 20. rujna 1973.) hrvatski je filmolog i komparatist zaposlen na Odsjeku za komparativnu književnost Filozofskog fakulteta u Zagrebu. Od 2019. godine je redoviti profesor, a krajem 2024. godine izabran je u redovitog profesora u trajnom izboru. Predaje i na Akademiji dramske umjetnosti Sveučilišta u Zagrebu.
Diplomirao je komparativnu književnost i anglistiku na Filozofskom fakultetu u Zagrebu, gdje je i doktorirao pod mentorstvom Ante Peterlića.Bio je mentor više od dvadeset doktorskih disertacija (uglavnom obranjenih na Sveučilištu u Zagrebu) i više od osamdeset diplomskih i magistarskih radova. Član je uredništva, a od 2010. do 2023. godine i glavni urednik časopisa Hrvatski filmski ljetopis. Bio je predsjednik Upravnog vijeća Ustanove Zagreb film od 2012. do 2018. godine. Član je Vijeća festivala Animafest Zagreb kontinuirano od 2009. godine. Član je i uredništva časopisa Književna smotra te internetskog znanstvenog časopisa Apparatus. Film, Media and Digital Cultures in Central and Eastern Europe. Član je Savjeta časopisa Ubiq.
Sudjeluje na znanstvenim skupovima u zemlji i inozemstvu (Europa i SAD), održao je gostujuća predavanja i kolegije na sveučilištima u Austriji, Njemačkoj, Češkoj i Poljskoj. Član je brojnih festivalskih žirija u Hrvatskoj, povremeno i u inozemstvu (BiH, Srbija i Sjeverna Makedonija).

## Djela

### Autorske knjige
- Predavanja o filmskom modernizmu (2024.)
- Uvod u povijest hrvatskog igranog filma (2010., 2011.)
- Uvod u teoriju filmske priče (2007.)
- Filmske vrste i rodovi (2007.)

### Uredničke knjige
- Lukas Nola, 2025, glavni ur. Tin Bačun, suurednici Nikica Gilić, Dunja Ivezić, Zagreb, Skladište znanja i Društvo hrvatskih filmskih autora i producenata.
- Fifty Years of World Festival of Animated film - Animafest Zagreb, 1972-2022 / Pedeset godina Svjetskog festivala animiranog filma - Animafesta Zagreb, 1972-2022, 2022, ur. Margit Antauer, Nikica Gilić (glavni ur.), Daniel Šuljić, Paola Orlić, Silvestar Mileta (izvršni urednik), Zagreb, Hulahop.
- Global Animation Theory. International Perspectives at Animafest Zagreb, 2019, ur. F. Bruckner, N. Gilić, H. Lang, D. Šuljić, H. Turković, New York i London, Bloomsbury.
- Partisans in Yugoslavia. Literature, Film and Visual Culture, 2015, ur. M. Jakiša i N. Gilić, Bielefeld, transcript.
- 60 godina festivala igranoga filma u Puli i hrvatski film, 2013, ur. N. Gilić i Z. Vidačković, Zagreb, Matica hrvatska.
- 3-2-1, KRENI! Zbornik radova u povodu 70. rođendana Ante Peterlića, 2006, ur. Nikica Gilić, Zagreb, Odsjek za komparativnu književnost i FF Press, Filozofski fakultet.
- Filmski leksikon, 2003, ur. B. Kragić, N. Gilić, Zagreb, Leksikografski zavod “Miroslav Krleža”.